# Copa Bandes
La Copa Bandes (por motivos de patrocinio), fue un torneo de verano de fútbol de carácter amistoso que se disputaba en el Estadio Centenario en Montevideo, Uruguay desde el año 2014. 
De alguna manera viene a reemplazar lo que en su momento fue la Copa Bimbo. Participan cuatro equipos, Peñarol y Nacional que disputan el clásico del fútbol uruguayo; y dos clubes invitados.

## Sistema de competición
La primera fecha se jugó el sábado 11 de enero de 2014 en el Estadio Centenario. 
El partido preliminar tuvo comienzo a las 20.00 horas donde se enfrentó el equipo argentino de Vélez Sarfield y el peruano Sporting Cristal.
El mismo día, a las 22.00 horas, se jugó el primer clásico del año entre Nacional y Peñarol.
Los ganadores de ambos partidos jugaron la final el 13 de enero de 2014 a las 22:00 horas, mientras que en el preliminar se definió el tercer y cuarto puesto de la Copa.

## Campeones
| Año           | Campeón            | Resultado | Subcampeón              | Tercer lugar       | Resultado      | Cuarto lugar              |
| ------------- | ------------------ | --------- | ----------------------- | ------------------ | -------------- | ------------------------- |
| 2014 Detalles | Nacional · Uruguay | 3:0       | Sporting Cristal · Perú | Peñarol · Uruguay  | 1:1 (3:1 pen.) | Vélez Sarsfield Argentina |
| 2015 Detalles | Nacional · Uruguay | 2:1       | Universitario · Perú    | Peñarol · Uruguay  | 1:1 (4:2 pen.) | River Plate Argentina     |
| 2016 Detalles | Peñarol · Uruguay  | 1:0       | Cerro Porteño Paraguay  | Nacional · Uruguay | 1:0            | Banfield Argentina        |

## Títulos por equipo
| Equipo           | Campeón        | Subcampeón | Tercero        | Cuarto   |
| ---------------- | -------------- | ---------- | -------------- | -------- |
| Nacional         | 2 (2014, 2015) | -          | 1 (2016)       | -        |
| Peñarol          | 1 (2016)       | -          | 2 (2014, 2015) | -        |
| Sporting Cristal | -              | 1 (2014)   | -              | -        |
| Universitario    | -              | 1 (2015)   | -              |          |
| Cerro Porteño    | -              | 1 (2016)   | -              | -        |
| Vélez Sarsfield  | -              | -          | -              | 1 (2014) |
| River Plate      | -              | -          | -              | 1 (2015) |
| Banfield         | -              | -          | -              | 1 (2016) |